# David Morrell
David Morrell (Kitchener, Ontario; 24 de abril de 1943) es un escritor canadiense. Desde 1966 ha estado afincado en Estados Unidos. En 1972 publicó su primera y más famosa novela, First Blood, donde aparece el personaje de Rambo, que años más tarde sería llevado al cine e interpretado por Sylvester Stallone. Aunque no ha dejado de escribir, su trabajo más recordado desde entonces es su libro-cómic sobre el Capitán América. Además de escribir, Morrell es profesor adjunto de la Universidad de Iowa, donde actualmente reside.

## Características como novelista
En sus inicios se le conocía como "El profesor educado y cortés que sufre visiones sangrientas" y se caracterizaba porque exploraba en sus novelas los recovecos más oscuros de lo humano, con un tono minuciosamente detallista y una potencia adictiva. Incluso en sus thrillers más "convencionales" suele encontrarse un fondo de terror y obsesión. Según él, su profesor de literatura, William Tenn, pensaba que cada autor cuenta con una emoción principal y la suya era el miedo, ya que en su infancia padeció hechos, en los que, según él, el miedo dominó esa etapa de su vida. Suele investigar en profundidad los temas que aborda en sus novelas, ya que piensa que "un escritor debe dejar claro dónde empiezan los hechos y dónde la ficción" y le parece muy importante ser riguroso con los hechos. Dicha costumbre le imprime a sus novelas un tono minucioso. En sus novelas intenta siempre proporcionar las fuentes de los hechos que presenta, especialmente los históricos, adaptando su ficción a la historia.

### Ficción
- First Blood, también llamada Rambo I - Alone Against Everyone (1972)
- Testament (1975)
- Last Reveille (1977)
- The Totem (1979)
- Blood Oath (1982)
- The Hundred-Year Christmas, ilustrada por R. J. Krupowicz (1983)
- Brotherhood of the Rose (1984)
- Fraternity of the Stone (1985)
- Rambo: First Blood Part II, también llamada Rambo II - Mission in the Apocalips (novelización de la película del mismo nombre, 1985)
- The League of Night and Fog (1987)
- Rambo III, también llamada Rambo III - The Price of Friendship (novelización de la película del mismo nombre, 1988)
- Fifth Profession (1990)
- The Covenant of the Flame (1991)
- Assumed Identity (1993)
- Desperate Measures (1994)
- The Totem (versión completa, 1994)
- Extreme Denial (1996)
- Double Image (1998)
- Front Man (1998)
- Black Evening (1999)
- Burnt Sienna (2000)
- Long Lost (2002)
- The Protector (2003)
- Nightscape (2004)
- Creepers (2005)
- Scavenger (2007)
- The Spy Who Came for Christmas (2008)

### No ficción
- John Barth: An Introduction (1976)
- Fireflies (1988)
- Lessons from a Lifetime of Writing: A Novelist Looks at His Craft (2002)

### Cómics
- Captain America: The Chosen (2007-2008)